# スタシース・ロゾライティス (1898)
スタシース・ロゾライティス（Stasys Lozoraitis、1898年9月5日 - 1983年12月24日）は、リトアニアの外交官、外相（在任: 1934年 - 1938年）。息子は同姓同名のスタシース・ロゾライティス。

## 来歴
1898年9月5日、カウナスに生まれる。1918年からリトアニア内務省で勤務。1923年に外務省に入省。1923年から1929年まで在ベルリン・リトアニア公使館で勤務。1929年末から1932年まで在バチカン・リトアニア公使館で勤務。1932年9月、リトアニアに帰国。1932年から1934年まで外務省政務局長。1934年から1938年までユオザス・トゥーベリス首相率いる第16・17内閣のもとで外相を務める。1938年3月にリトアニア政府がポーランドからの最後通牒を受諾すると、トゥーベリス内閣は3月24日に責任をとって総辞職し、代わってヴラダス・ミロナス首相率いる第18内閣が発足した。ミロナス内閣のもとでロゾライティスは外相代行を務めることとなったが、その後ロゾライティスは外相代行を辞任し、同じくミロナス首相が率いる第19内閣ではロゾライティスに代わってユオザス・ウルプシースが外相に就任した。ロゾライティスはその後、1939年2月から1940年まで駐イタリア公使を務めた。
1940年、リトアニアでソヴィエト化（バルト諸国占領）が始まる直前の6月2日、ウルプシース外相はロゾライティスを在外リトアニア外交部 (LDT) 部長に任命した。外交部の本拠地はローマで、ロゾライティスはリトアニアがソ連（およびナチ・ドイツ）に占領されていた1940年6月15日から1983年12月24日まで外交部長を務めた。
1983年12月24日、ローマで死す。

## 没後
彼の死後、外交部長はスタシース・アンタナス・バチキスに引き継がれた。外交部はリトアニアが独立を回復する1991年まで存続し、それまでバチキスが外交部長に就いていた。
1998年、ロゾライティスの遺骸がカウナスのペトラシューナイ墓地に移された。